# NGC 4678/2
NGC 4678/2 је спирална галаксија у сазвежђу Девица која се налази на NGC листи објеката дубоког неба.
Деклинација објекта је - 4° 34' 49" а ректасцензија 12h 49m 41,0s. Привидна величина (магнитуда) објекта NGC 4678 износи 13,5 а фотографска магнитуда 14,3. NGC 46782 је још познат и под ознакама IC 824-2, MCG -1-33-18, IRAS 12471-0418, PGC 43385.